# Borderline személyiségzavar
A borderline személyiségzavar (angolul: borderline personality disorder – BPD) vagy határeseti személyiségzavar, esetleg érzelmileg labilis személyiségzavar főként a hangulat szélsőséges ingadozásával, önkárosító tünetekkel és kínzó érzelmi állapotokkal járó tünetegyüttes, valamint a személyközi kapcsolatok, és az énkép/én-identitás instabilitásával jellemezhető súlyos személyiségzavar. A borderline személyiségzavar főként a neurózisokra, és a szociális fóbiára leggyakrabban a depresszióra, a mániás depresszióra, időnként pszichózisra, valamint ritkán, kisebb mértékben a pszichopátiára emlékeztető (bár mindezeknél enyhébb formában megjelenő) tünetek szélsőséges módon változékony megjelenéséből áll, mely állapotok normál állapotokkal váltakozhatnak.
A Borderline personality disorder kifejezést Adolf Stern pszichoanalitikus használta először 1938-ban. Mai értelmében való használata az 1970-es években az USA-ban a pszichoanalitikus szakirodalomban fogalmazódott meg. 1980-ban a korábbi évtizedekben felhalmozódott nagy mennyiségű pszichoanalitikus, valamint pszichiátriai szakirodalom alapján az Amerikai Pszichiátriai Társaság rendezte és vette fel pontosan rendszerezett, meghatározott tünetkritériumokkal a Mentális rendellenességek kórmeghatározó és statisztikai kézikönyvébe (DSM III). Ezt követően került be a nemzetközi betegségosztályozási rendszerbe, valamint ezt követően kezdték használni pontosabban meghatározott értelmében a klinikai diagnosztikai gyakorlatban.
Becslések szerint az átlagnépesség 2-3%-át teszi ki, így a személyiségzavar típusok között a leggyakoribb személyiségzavar. Nőknél háromszor gyakoribb az előfordulása a férfiakhoz képest. Az Amerikai Pszichiátriai Társaság szerint a borderline személyiségzavar kezelése a legbonyolultabb feladat, amivel egy szakember (pszichológus/pszichiáter) munkája során találkozhat. Magyarul ritkán határeseti személyiségzavar-nak is nevezik, ami az angol borderline kifejezés lefordításából ered.

## Eredete, történeti előképek
E zavarhoz hasonló intenzív hangulatváltásokról, impulzív dühösséggel jellemzett kórképeket már az ókorban is feljegyeztek. Később a pszichoanalitikus és pszichiátriai szakirodalomban több különböző megnevezéssel jelölve jegyeztek fel hasonló esetleírásokat:

### Folie circulaire
- 1854: Falret J. 30 éves munkássága alatt szerzett tapasztalatai alapján a Bulletin de l'Académie Médicale folyóiratban megjelent cikkében "folie circulaire"-nek nevezte az olyan – öngyilkosságra hajlamos – egyének betegségét, akiknél az öngyilkos hajlam mellett depresszió, düh, ingerlékenység, hangulati emelkedettség normális periódusokkal való váltakozását figyelte meg.[3]

### Vesania typica circularis, „ciklotímia”
- 1854-ben a Falret J. által leírt esetekre Baillarger M. a "folie à double forme" megnevezést javasolta.
- 1854: Kahlbaum K. L. "ciklotímiá"-nak vagy súlyosabb formáját "vesania typica circularis"-nak nevezte, a mánia (valóságtól elrugaszkodott jó kedély) és a melankólia (depresszió) egyazon kórképben való megjelenésére célozva.

### Folie maniaco-mélancholique
- 1864-ben Bonet T. Sepulchretumban megjelent Párizsban kiadott írásában folie maniaco-mélancholique-nek nevezte az általa megfigyelt állapotot, melyet kiszámíthatatlanul egymást váltó állapotokkal: bűntudattal, depresszióval, hangulatemelkedettséggel és normalitással jellemzett.[4]
- 1896: Kraeplin E. a BPD ciklotímiás kórképektől való elkülönítését hangsúlyozta és "szubaffektív" vagy "irritábilis személyiség"-nek nevezte e kórképet.

### Cikloid-szkizoform temperamentum
- 1923: Schneider K. "labilis személyiség"-nek nevezve hangsúlyozta a labilis hangulatot, ellenséges érzelmi reakciókat, a morózusságot, ingerlékenységet, impulzivitást, szociális labilitást.
- 1925: Kretschmer E. "cikloid-szkizoform temperemantum"-nak nevezte a BPD-hez hasonló kórképeket.

### „Borderline”
A határeseti személyiségzavar fogalmát Adolf Stern pszichoanalitikus használta először 1938-ban betegek olyan csoportjának jellemzésére, akik „betegebbeknek” tűntek, mint a neurotikusok, de „kevésbé betegnek”, mint a pszichotikusok. Az akkori "standard" pszichoanalitikus módszerekkel való kezelés nem segített, sőt inkább rontott az állapotukon. A fogalmat a későbbiekben alig használták.

#### Határeseti személyiségzavar
- A borderline meghatározás először 1967-ben jelent meg a Journal of Psychoanalitic Association című lapban Otto Kernberg pszichoanalitikus cikkében a személyiségzavar súlyosságát minősítő jelzőként. (a borderline kifejezés magyar jelentése „határeset”, „határvonal”) Kernberg a borderline személyiségszerveződés fogalmát Adolf Stern definíciójához hasonlóan a neurózis és a pszichózis határán elhelyezkedő állapotként határozta meg.
- 1968-ban Grinker R. által publikált kutatások következtetései különösen fontosak, ugyanis ő végzett először empirikus vizsgálatokat, és ő alkalmazott először explicit kritériumokat a borderline elkülönítésére. Grinker 51 beteget vizsgált, melyek alapján 4 fő altípust különített el:

A pszichózishoz közel álló-t amelyre jellemző a(z):
elhanyagolt küllem,
felborult étrend,
kizárólag negatív affektusok és
dühkitörések voltak megfigyelhetőek
- A második a "cluster" vagy "mag borderline" volt, amely a 
kapcsolataiban szélsőséges,
düh gyakori kiélése,
depresszió és az
összefogott én-identitás hiánya volt jellemző
- A harmadik "az affektus nélküli személyiségek csoportja". (Mára nyilvánvalóan e harmadik csoport nem borderline-osokból állt, hanem valószínűleg a mai DSM-IV nek megfelelően skizoid személyekről van szó, ugyanis az érzelemmentesség a borderline-os személyekre nem jellemző)
A negyedik csoport a "neurózis határán állók", akikre a(z):
önértékelés zavara,
másoktól való függés,
gyakori düh és
bűntudat nélküli depressziós hangulat volt jellemző.

#### A neurózisok határeseti csoportja
1977-ben Gunderson J. G. számos szerző munkáját áttekintve empirikus vizsgálatokat végzett, ezen vizsgálatok alapján a borderline karaktert úgy jellemezte, mint aki 
- heves érzelmeket mutat, de főképpen ellenséges indulatot és depressziót
- élvezethajhász
- gyakran deperszonalizálódik, „szétesik”
- alkalmanként önpusztító magatartás jellemző (gyógyszer túladagolás, promiszkuitás)
- identitászavara van
- rövid pszichotikus epizódok jellemzőek
- mindemellett a kapcsolatokra jellemző a felületesség, a függőség (dependencia) és a manipulatív megoldások közötti hezitálás.

Gunderson mindezekkel a tünetekkel jellemzett eseteket "Borderline Group of Neurosis"-nak nevezett, és tíz fő karaktervonással jellemezte, melyek közül a főbbek a következők:
- nárcizmus
- „lelki vérzékenység”
- túlérzékenység
- lelki merevség
- önértékelését érintő visszajelzésekre „düh, depresszió, vagy szorongás”-sal reagál
- kisebbrendűségi érzések
- mazochizmus
- a belső lelki nehézségek miatt a külvilág hibáztatása
- nehézségek a valóságvizsgálatban

Otto Kernberg értelmezése (amely szerint a borderline határeset a neurózis és az elmebetegségek között) mára érvényét vesztette, ennek ellenére e tünetegyüttes megnevezésére találóbb kifejezés nem született, így a borderline kifejezés maradt használatban.

## Diagnózis
A borderline személyiségzavar mint önálló diagnózis Magyarországon már nem létezik, helyette az érzelmileg labilis személyiségzavar (Emotionally Unstable Personality Disorder – EUPD) diagnózist használják a szakemberek, mely magában foglalja a borderline jellemet is, a két kifejezés egy és ugyanazon mentális zavart takarja, feltehetően a laikusok számára, a könnyebb érthetőséget szolgálja az érzelmileg labilis kifejezés. A diagnózis megállapításához az alábbiak közül legalább ötnek teljesülnie kell:
| Érzelmileg labilis személyiségzavar |         |
| BNO-Kód:                            | F.60.30 |
| DSM IV-Kód:                         | 301.83  |

### Identitászavar
DSM-IV(6). Kifejezett és állandósult identitászavar az alábbiak közül legalább két vonatkozásban:
- önkép
- hosszú távú célok, pályaválasztás
- barátok megválasztása
- értékrend

### Hangulatzavar
- Érzelmi instabilitás DSM-IV(3)
- Az alaphangulat depresszió, irritábilitás vagy szorongás felé való eltolódása, mely néhány óráig, de legfeljebb néhány napig tart.
- Krónikus üresség- és unalomérzet. DSM-IV(7).

### Viselkedészavar
- Gyenge önkontroll DSM-IV(4). A helyzetnek nem megfelelő heves düh, vagy a düh feletti kontroll hiánya, például gyakori indulathullámzások
- Stresszválasz: dühkitörések.
- „Súlyos disszociatív tünetek” (nem a DSM-IV része) Átmeneti stresszhez kapcsolódó paranoid elképzelések vagy súlyos disszociatív tünetek: rövid, de heves dühkitörésekre kerülhet sor. Ilyenkor a csalódottság és tehetetlenség érzése miatt az elfojtott keserűség tör ilyen formában utat magának. Dührohamukban szétzúzhatnak tárgyakat vagy pedig önkárosító módon viselkedhetnek, mint például összeszaggathatják a ruhájukat, vagy fejüket a falba verik, a csuklójukat felmetszhetik stb.

#### Kapcsolati instabilitás
DSM-IV(1). Kapcsolatokban a túlzott idealizálás és a leértékelés közötti ingadozás
- Távolságtartás: DSM-IV(8). A valóságos vagy elképzelt elutasítás elkerülése érdekében tett heves erőfeszítések (melyek a személyközi kapcsolataiban távolságtartásban nyilvánulnak meg, illetve nem tartja meg/nem ápolja hosszabb távon barátságait/kapcsolatait)
- Kétségbeesett igyekezet valós vagy vélt elhagyatás elkerülésére.

#### Önkárosító impulzivitás
DSM-IV(2). Minimum két területen megjelenő önkárosító impulzivitás a következők közül: 
- költekezés
- szexualitás
- túlzott gyógyszerfogyasztás, alkohol vagy egyéb tudatmódosítók használata.
- falánk evés
- felelőtlen autóvezetés
- bolti lopás
- Öngyilkossági gesztusok, tendenciák: öngyilkossági fenyegetőzések-gesztusok, öncsonkító viselkedés. (ismétlődő rendszerességgel) DSM-IV(5)

### Észlelés

#### Passzív jellegű disszociatív tünetek
(nem a DSM-IV része)
Egyéb súlyos, de kevésbé látványos depresszív jellegű disszociatív tünetek jelentkezhetnek úgy is, hogy az egyén úgy érzi, céljaival elvesztette a kapcsolatot , „elidegenedett önmagától”, vagy úgy érzik mintha nem is a valóságban hanem „mintha csak álomban létezne” stb.

#### Vonatkoztatásos gondolatok
(nem a DSM-IV része)
Valós vagy vélt bántások hatására paranoid színezetű gondolatok, melyek gyakran az önértékeléssel kapcsolatosak. Ezek téves eszmékre emlékeztető pillanatnyi, vonatkoztatásos gondolatok, inkább érzésalapúak mint intellektuálisak, általában néhány nap alatt változhatnak elmúlhatnak, de időnként hasonló formában, hasonló szituációt követően újra felmerülhetnek, pl.: úgy érzi, lenézik, megvetik, hülyének tartják, valójában utálják őt, épp csak elviselik, stb.)

### Megkülönböztető diagnosztika
Lényeges megkülönböztetni a pszichotikus affektív zavaroktól.
A pszichotikus zavarok általában hirtelen lépnek fel, ezzel szemben a BPD állandósult működészavarral jellemezhetők, melyek mélyen rögzült karaktervonások jelei. A pszichotikus tünetek pedig sokszor extrém külső stressz hatására jelentkeznek. Ezen esetekben a megterhelés csökkentése esetén a beteg állapota gyorsan javulni kezd, míg a BPD esetén a stresszcsökkenés nem feltétlenül jár állapotjavulással.

## Klinikai kép

### Viselkedés
A borderline temperamentumra jellemző viselkedést leginkább a kiszámíthatatlanság és kaotikusság jellemzi. Ingatag, ugyanakkor változékony jelleg.
- A viselkedés állhatatlan, szélsőséges.
- Az egyén érzéseit heves és intenzív formában juttatja kifejezésre.
- Hosszabb távon megfigyelhető hangulati és viselkedésbeli váltások.
- Önemésztő dühösség, depresszív hangulat mellett gyakori lehet a szorongásos gátoltság, máskor alkalmi magabiztosság, élénk, színes viselkedés/hangulat váltakoznak egymással.

Kapcsolataira jellemző a
- bizonyos személyek felé felszínesség, távolságtartás
- általában egyszerre egy személytől való függés, önállótlan, „tapadó”, másokon csüngő viselkedés és a
- manipulatív megoldások közötti váltakozás.

Üresség és magányosság élményének oka, hogy nem tudnak megtartani biztonságot és vigaszt nyújtó kapcsolatokat.

### Önjellemzés
Homályos képük van önmagukról, személyes identitásukról. Nem tudják „összetartani magukat”. Bizonytalan identitásuk miatt kapcsolataikban könnyen másoktól függővé válhatnak. Gyakran szétszórtnak és „szétesettnek” érzik magukat. Társkapcsolataikban sokszor magányosnak és elszigeteltnek érezik magukat.

### Rövid, reaktív pszichózis
Hirtelen kialakuló intenzív szorongással, és "én-szétesettséggel" járó, visszafordítható állapotok, melyek sokszor csak néhány óráig tartanak, de 2-3 napnál általában nem tovább. Ilyenkor nem tudják megfelelő mértékben elkülöníteni a szubjektív élményt és az objektív, külső valóságot, ezért nem képesek a konvencióknak és szociális elvárásoknak megfelelően viselkedni. A valósággal való kapcsolat elvesztése és az elviselhetetlennek megélt érzelmi-indulati káosz egyre primitívebb működési szintek felé sodorja őket. Általában valamilyen módon mégis képesek magukat „összeszedni”. Ha azonban ezek az állapotok hetekig tartanak vagy túl gyakran jelentkeznek, akkor kórházi kezelés is indokolt lehet.

### Affektív zavarok
Az affektív zavar a borderline személyiségzavar esetén a depresszió a kontrollvesztések miatti bűntudat és a mások felé való ellenséges érzések elegyéből áll.

### Dekompenzált, „szétesett” borderline személyiség
A dekompenzált borderline folyamatosan és áthatóan mutatja kóros vonásait. Gondolkodása és viselkedése mélységesen zavart. Általában kórházi kezelésre szorul mert nem tudja szerepeit ellátni.
ilyenkor jellemző:
Gondolkodásbeli és érzelmi valóságvesztés, kontroll zavara:
- A külvilág eseményei álomszerűvé válnak.
- Nem tud megfelelő mértékben különbséget tenni a szubjektív érzések, gondolatok és az objektív valóság között. Ezért az erős érzések eltorzíthatják a valóságészlelést.
- Paranoid színezetű, különös elképzelései lehetnek.

A szociális kompetencia elvesztése
A súlyosabb esetekben a pszichotikus regressziók elhúzódóak lehetnek, ami sokszor szociális érvényesülési képtelenséget eredményez. Ha az egyénnek hosszú távon nem sikerül „normálisan élnie”, így elhúzódó pszichiátriai kezelés keretén belül gyakran gyámoltalanná és befelé fordulóvá válik. Jellemzően ilyenkor a gondolkodás szétesése fokozódik: a beteg ezen időszakban (hónapok, évek) gyakran kényszeresen rágódik vagy üresen szomorú, de néha bizarr és szélsőséges érzelmi kitörések is jelentkezhetnek.

### Öngyilkosság
A BPD-ben szenvedők körében kiugróan magas az öngyilkosok aránya: 5-10%, ez 500-1000-szerese a normál lakosság körében tapasztalhatónak. A személyiségzavarról sokszor a pszichiátereknek is kevés információjuk van, több pszichiáter lemond pácienseiről a kiszámíthatatlanságuk miatt (elmaradt megbeszélések, nehéz közös nevezőre jutni velük). Egyéb káros szenvedélyek esetén (alkohol, drogok) a kockázati tényező jelentősen megnő, 58%-ot is elérheti annak a valószínűsége, hogy a páciens öngyilkosságot követ el 5 éven belül.

## Okok
A BPD feltételezett okai tekintetében számos feltételezés született. Az egyik megközelítés szerint a borderline személyek gyakran számolnak be arról, hogy gyermekkorukban fizikailag, szexuálisan, vagy verbálisan visszaéltek velük. Illetve, a szüleikkel rendkívül instabil kapcsolatban voltak, mely nem biztosította számukra a folyamatos, biztonságos, szeretetteli légkört.
Kiváltó okok közé tartozhat még, a gyermek illetve fiatalkorban (25 éves kor alatt) elszenvedett nagymértékű trauma (szülő elvesztése, szexuális kihasználtság).

### Bioszociális elmélet
A bioszociális elmélet szerint a BPD esetén a legfőbb probléma az érzelemszabályozás zavara. Ez úgy alakul ki, hogy a személyiségfejlődés során a biológiai adottságok és környezeti tényezők kölcsönösen hatnak egymásra. Például egy adott genetikai háttér esetén az egyén fokozottan érzékeny a környezeti hatásokra melyek negatívan befolyásolják a fiatal személyek idegrendszeri fejlődését. Ezt követően, az idegrendszerre gyakorolt negatív hatások visszahatnak a viselkedésre, ami befolyásolja a környezettel való további interakciók minőségét.

### Érvénytelenítő környezet
Marsha M. Linehan kutatásira alapozott véleménye szerint a BPD kialakulásában központi szerepet játszik az úgynevezett érvénytelenítő környezet.
Linehan és munkatársai az érvénytelenítő családtípusok három formáját figyelt meg:
- A kaotikus család

A szülők szenvedélybetegsége, anyagi problémái vagy egyéb ok miatt a szülők a gyermekeik kevés igényét tudja tolerálni így a gyermek lelki szükségletei automatikusan érvénytelenné válnak.
- A tökéletes család

A tökéletes családokban a szülők számos okból kifolyólag intoleránsak a gyermekeik negatív érzelmeinek kifejezésekor. A szülők, illetve a család érvénytelenítő környezetet hoznak létre melyben a gyermek megtanulja az érvénytelenítő viselkedést saját magára „alkalmazni”. Az érvénytelenítő környezet főként a gondolatok, és érzések helytelenítéséből, érzések, és vélemények, valamint élmények elnyomásából, elfojtásából, ítélkező magatartásból, önhibáztatásból, valamint problematikus élethelyzetek és azok megoldásainak túlegyszerűsítéséből áll. 
- A tipikus család

Az ilyen fajta család a nyugati kultúrákra tipikusan jellemző érzelemkontrolláló stratégiákat használ. Linehan elmélete szerint az ilyen családoknál a probléma lényege, hogy ezeket az érzelemkontrolláló stratégiákat, melyek hasznosnak lehetnek több más készségek alkalmazása mellett, megnehezíthetik vagy akadályozzák egyéb, a személyes kapcsolatokban hasznos kommunikációs és önkifejező készségek megtanulását.

#### A betegség kialakulásban, fenntartásában betöltött szerepe
Az érvénytelenítő környezet egyrészt úgy járul hozzá a BPD kialakuláshoz, hogy az érvénytelenítő környezetben tanult önérvénytelenítő gondolkodásmód hatására a borderline személyek „érvénytelenítik saját magukat”, ítélkező, vagy önvádló gondolatok hatására elfojtják saját szükségleteiket szolgáló gondolataikat, érzésieket. Másrészt a folyamatosan fennálló érvénytelenítő környezet is okozhatja, fenntarthatja a Borderline szindrómát, ugyanis az érvénytelenítő környezet egy olyan élethelyzet amelyben egy személy szükségleteit, meglátásait, érzéseit, élményeit folyamatosan érvényteleníti a környezete.

## Terápia
A BPD terápiája gyógyszeres és pszichoterápiás kezelésre épül. A gyógyszeres kezelés elsődleges célja a tünetek enyhítésén keresztül az életveszélyes állapotok, öngyilkossági veszélyeztetettség és önromboló tünetek megszüntetése. Másodlagos célja a beteg pszichoterápiára alkalmas állapotba hozása. A gyógyszeres kezelés ugyanis csak tüneti javulást eredményez, tartós változás azonban csak hosszútávú pszichoterápiával érhető el. 
Jó prognózis, jó a spontán remisszió. 4 év után már csak a fele teljesíti a diagnosztikus kritériumokat, 6 év után 67%-os a remisszió (nem teljesül a dg.krit.) Nem stabil, lassan változó az állapot.

### Pszichoterápiák
Az évtizedek folyamán számos pszichoterápiás módszerrel próbálkoztak/alkalmaztak a BPD kezelésében, a tünetek mérséklésében több-kevesebb sikerrel. Ezek a következők: 
- pszichoanalitikusan orientált egyéni terápia
- csoportterápia
- támogató egyéni terápia
- viselkedésterápia
- pszichoanalitikus pszichoterápia
- sématerápia[11]

Mind közül a legsikeresebbnek az úgynevezett mentalizáció alapú pszichoanalitikus pszichoterápia bizonyult.

#### Pszichoanalízis
Noha már inkább a sokféle személyiségzavar egyikeként tekintik a borderline tünetegyüttest, melyet a pszichoterápiában a jellegzetes kapcsolódási mód különít el, az okok pszichoanalitikus megközelítése sokat segít a tünetek megértésében, és modern formájában az egyik leghatékonyabb terápiás lehetőség.
Bár 2006-ban a sajtóban szenzációként jelent meg a pszichoanalitikus terápiával kezelt BPD gyógyítható volta, a pszichoanalitikus terápia hatásosságáról már húsz évvel korábban is publikáltak eredményeket. 1987-ben R. Waldinger és J. G. Gunderson leírta öt, pszichoanalitikus terápiával sikeresen kezelt BPD-páciens esetét.

##### Mentalizációorientált pszichoanalízis
A mentalizáció vagy tudatolvasás elmélete 2002-ben született, a Londonban élő magyar származású Fónagy Péter és munkatársai kutatásainak keretein belül. A terápiát, mely az eddigi terápiák közül kiemelkedően hatásosnak bizonyult a borderline páciensek gyógyításában az elméleti alapok alapján 2004-ben Fónagy dolgozta ki.
A nagy-britanniai Anthony Bateman vezetése alatt működő borderline páciensek gyógyítására specializálódott londoni klinikán ellenőrzött vizsgálatok keretein belül klinikailag tesztelték a terápia hatékonyságát, és jó eredményekről számoltak be.
Segítségével megtanítják a BPD-vel rendelkező egyéneknek saját és mások érzéseinek, viselkedésének helyes értelmezését. Sikeres terápia esetén a BPD-vel rendelkező egyének többé nem vetítik ki kontrollálatlan intenzív érzéseiket, saját belső félelmeiket a környezetükben élő emberekre, szituációkba.
A „mentalizációs-elmélet” lényege, hogyha a Borderline-betegeket egy terápia alkalmával megtanítják mentalizálni, azaz mások szándékait, viselkedését megérteni, akkor meggyógyulnak.

#### Kognitív-viselkedésterápia
Marsha M. Linehan által 1993-ban kidolgozott speciális dialektikus viselkedésterápia (Dialectical behaviort therapy, DBT). A módszer, kísérletekkel, empirikus vizsgálatokkal is bizonyítottan hatásos. Célja az érintett személyek legsúlyosabb mindennapos problémáinak viszonylag gyors és hatékony enyhítése. Ezt szolgálja az ellentétes érzelmek és késztetések ún. „dialektikus” egységként való kezelése, valamint a hiányos vagy sérült lelki készségek négy készségblokkban történő fejlesztése. Az egyes blokkok (1) a belső élmények ítélkezésmentes tudatosítását (tudatos belső figyelem), (2) a társas kommunikáció hatékonyságának növelését, (3) az érzelemszabályozás javítását, valamint (4) a feszültségtűrés és kríziskezelés képességének fejlesztését célozzák. A DBT egyik fontos terápiás eredménye, hogy DBT-ben részt vevő páciensek körében az öngyilkossági kísérletek száma és a kórházban töltött idő is kevesebb.

#### Egyéb pszichoterápiák
BPD esetén alkalmaznak támogató egyéni terápiát, különféle csoport-, és családterápiákat; melyektől azonban – a több-kevesebb eredmény ellenére – a BPD gyógyulása nem várható.

### Gyógyszeres kezelés
Annak ellenére, hogy tartós és mély változás csak a pszichoterápiától várható, a BPD tüneti kezelésére számos gyógyszert alkalmaznak.

#### Hangulatjavítók – SSRI antidepresszánsok
A szerotonin visszavételét gátló (SSRI) készítmények BPD esetén történő alkalmazásának a negatív hangulati állapotok megszüntetése a célja. Az SSRI-k a szerotonin visszavételét gátolva növelik meg a szerotoninszintet, az a korábbinál jobb hangulati állapotot hoz létre. Különféle mellékhatásaik között ismert szexuális funkciózavarokat okozó hatása is.

#### Hangulatstabilizálók
A hangulatstabilizálók célja a hangulati ingadozások megszüntetése, és a szorongás csökkentése.

#### Antipszichotikumok
Leginkább öngyilkossági veszélyeztetettség esetén alkalmazzák.

## Kórlefolyás
2006-ban a betegség gyógyításában szenzációs áttörésként írt a sajtó a mentalizáció orientált pszichoanalitikus pszichoterápia kidolgozásáról, melynek köszönhetően a BPD mára sikeresen gyógyítható személyiségzavarnak minősül. Az igen költséges és időigényes kezelés esetén a személyiségváltozás célzottan lehetséges, ugyanakkor anyagi okokból csak kevés páciens számára elérhető/megfizethető. Ugyanis ezen terápiát szinte kizárólag a magán praxisban alkalmazzák. 2010-es évben már Linehann Marsa által kidolgozott un.: dialektikus viselkedésterápia hatásossága is több szakmai forrásból is megerősítést nyert. Alkalmazása speciális képzést és speciálisan szervezett pszichoterápiás körülményeket igényelne. Részben mindezek is szerepet játszhatnak abban, hogy a BPD lefolyása még mindig krónikusnak mondható. Ugyanakkor az esetek egy részében „az idő múlásával” a spontán gyógyulás is megfigyelhető; a tünetek „csitulnak”, „kialszanak”. A statisztikai adatoknak megfelelően 30. életév felett BPD-t ritkán diagnosztizálnak. Valamint általában jellemzően a 35., 40. életév közötti időszak alatt a betegek kétharmada jobban lesz, beilleszkedik a társadalomba. Ez a változás leginkább az impulzivitás csökkenésében nyilvánul meg. Az önértékelési, a személyközi kapcsolatokban megjelenő tünetei/problémái közepes mértékben javulnak. A BPD esetén a diszfória, depresszió, hangulatzavarok, és üresség-élmény -tünetek hosszú távon is csak keveset változnak.
A kor előrehaladtával való állapot javulás/gyógyulás nem minden beteg számára következik be automatikusan. A tapasztalatok alapján bizonyos tényezők jó prognózist jósolnak, bizonyos tényezők inkább a rosszabb kimenetelt valószínűsítik.

### Pozitív prognosztikus előjelek
A hosszú távú kimenetelt pozitívan befolyásoló főbb prognosztikus előjelek a következők:
- az átlaghoz viszonyított magasabb IQ
- jó megjelenés, főként nőknél
- művészi képesség[16]

### Negatív prognosztikus előjelek
A hosszú távú kimenetelt negatívan befolyásoló főbb előjelek:
- férfiaknál az antiszociális vonások
- mindkét nemnél az alkohol- és drogproblémák
- az alkoholizmus családi előfordulása
- promiszkuitás
- agresszivitás
- szélsőséges, kaotikus életvezetési stílus[16]

## Híres borderline személyek

### József Attila
József Attila korábbi nézetek szerint skizofréniában szenvedett, újabban a sajtóban megjelenő szakmai vélemények szerint BPD-jellegű személyiségzavara volt.

### Marilyn Monroe
Marilyn Monroe mániás depresszióra emlékeztető hangulatingadozásai, érzelmi labilitása, többszöri öngyilkossági kísérletei, alkohollal, nyugtatókkal való visszaélései a BPD-t valószínűsítik. Bár lelki problémáit a korai szakmai véleményekben mániás depressziónak vélték, ennek oka, hogy a mániás depresszió BPD-től való elkülönítése a szakmai irodalomban is csak fokozatosan, az utóbbi harminc évben vált hangsúlyossá. Életrajzi írásokban/dokumentumfilmekben megjelent, Monroe pszichiátereivel készített riportok szerint nyilvánvalóan manipulálta pszichiátereit, egyszerre két pszichiáterrel többféle, valamint nagyobb mennyiségű gyógyszert íratott fel. A páciensek gondozópszichiátereik gyógyszerekkel kapcsolatos manipulációi tipikusan megfigyelt BPD-jelenség.

### Magyarul
- Otto F. Kernberg: Borderline személyiségszerveződés és patológiás nárcizmus; ford. Cserne István et al.; Kapocs, Budapest, 1990
- Joachim Gneist: Szerető gyűlölség. A borderline-szindróma (korunk egyik pszichodrámája); ford. ifj. Lator László; Európa, Budapest, 1999
- Kuritárné Szabó Ildikó: Borderline személyiségzavar. Tünettan, etiológia, terápia; ford. Bányász Réka; Medicina, Budapest, 2008
- Marsha M. Linehan: A borderline személyiségzavar kognitív viselkedésterápiája; Medicina, Budapest, 2010
- Marsha M. Linehan: Készségfejlesztő gyakorlatok a borderline személyiségzavar kezeléséhez. Munkafüzet „A borderline személyiségzavar kognitív viselkedésterápiája” című kézikönyvhöz; ford. Milák Piroska; Semmelweis, Budapest, 2011 ISBN 9789633311448
- Lévay Anikó: Borderline személyiségzavarom van; Medicina, Budapest, 2013, 128 oldal ISBN 9789632264424
- Paul T. Mason–Randi Kreger: Ne lépkedjünk tojásokon! Szerezzük vissza az életünket, ha egy szerettünk borderline személyiségzavarban szenved; ford. Gonda Xénia; Oriold, Budapest, 2015
- Manuela Rösel: Ha fáj szeretni. Hogyan kommunikáljunk borderline személyekkel?; ford. Thomka Mariann; Taramix, Budapest, 2015
- Glen O. Gabbard–Sally M. Wilkinson: A viszontáttétel kezelése borderline betegekkel; ford. Dobossy Anna, Dobossy Kató; Oriold, Budapest, 2016
- Manuela Rösel: Ha még mindig fáj szeretni. A partner szerepe a borderline kapcsolatban; ford. Várkonyi Erika Lívia; Taramix, Budapest, 2017
- Áttétel-fókuszú pszichoterápia. A kezelhetőség kiterjesztése határeseti pácienseknél; tan. Harold W. Koenigsberg et al.; Animula, Budapest, 2020 (A pszichoterápia klasszikusai)
- Kneszl Beáta Carmen: Én, a megbélyegzett. Borderline testközelből; 2. jav., bőv. kiad.; Noran Libro, Budapest, 2022 ISBN 9786155596704